# مايك باهيا
مايكل إيجريد ميخيا (من مواليد 27 يونيو 1987 في كالي ، كولومبيا ) المعروف فنياً باسم مايك باهيا (بالإسبانية:Mike Bahía) ،  هو مغني كولومبي و  مدير أعمال. اشتهر بأغانيه "Estar Contigo" و "Buscándote" و "La Muñeca" و قام بتعاونه مع شريكته غريسي ريندون "Amantes".

## روابط خارجية
- مايك باهيا في قاعدة بيانات الأفلام على الإنترنت